# Лайне (река)
Лайне (на немски: Leine) е река в Германия (провинции Тюрингия – 39 km и Долна Саксония – 240 km), ляв приток на Алер (десен приток на Везер). Дължина 278 km, площ на водосборния басейн 6514 km².

## Географска характеристика
Река Лейне води началото си на 412 m н.в., от възвишението Айсфелд, на 4 km северозападно от град Лайнефелде, в северозападната част на провинция Тюрингия. В най-горното си течение тече на запад, а след това до устието си основно в северно направление и успоредно (30 – 40 km) на река Везер (източно от нея). В горното и средно течение протича в дълбока, на места каньоновидна долина между западните подножия на пранината Харц и източните склонове на възвишението Золинг. На 15 km южно от Хановер излиза от хълмистите райони и тече вече в широка и плитка долина през Северногерманската равнина. Влива се отляво в река Алер (десен приток на Везер), при нейния 52 km, на 23 m н.в., на 2 km северно от град Швармщет, провинция Долна Саксония.
Водосборният басейн на Лайне обхваща площ от 6517 km², което представлява 41,45% от водосборния басейн на Алер. Речната ѝ мрежа е едностранно развита, с по-дълги десни и почти отсъстващи леви притоци. На запад водосборният басейн на Лайне граничи с водосборния басейн на река Вера и други по-малки, десни притоци на Везер, на изток – с водосборните басейни на реките Фузе, Акер и други по-малки, леви притоци на Алер, а на югоизток – с водосборния басейн на река Елба (от басейна на Северно море).
Основни притоци (само десни): Руме (42 km, 1187 km²), Инерсте (101 km, 1265 km²).
Лайне има предимно дъждовно подхранване с пролетно пълноводие и лятно маловодие, по време на което характерно явление са епизодичните прииждания на реката в резултат на поройни дъждове във водосборния ѝ басейн. Среден годишен отток в долното течение 60.9 m³/sec.

## Стопанско значение, селища
Лайне е плавателна за плиткогазещи речни съдове до град Хановер, където се пресича от големия Северогермански плавателен канал. В най-тясната част на пролома Ерцхаузен (между градовете Нортхайм и Алфелд) е изградена ВЕЦ „Ерцхаузен“
Долината на реката е гъсто заселена, като най-големите селища са градовете: Лайнефелде, Хайлегенщат, Гьотинген, Нортхайм, Алфелд, Хановер, Нойщат ам Рюбенберге.